# とある飛空士への誓約
『とある飛空士への誓約』（とあるひくうしへのせいやく）は、犬村小六による日本のライトノベルシリーズ。イラストは森沢晴行。小学館ガガガ文庫より、2012年9月19日から2015年11月18日まで全9巻が刊行された。『このライトノベルがすごい！』2015年作品部門において8位、2016年作品部門において13位を獲得している。第2回ラノベ好き書店員大賞にて7位を獲得している。
『とある飛空士への夜想曲』に続く「飛空士」シリーズ第4弾にして最終作。時系列的には『とある飛空士への恋歌』4巻以降で、過去話を除いたメイン部分はニナ・ヴィエントが空族の下に連れ去られてから1年後ほど。「とある飛空士への追憶」からの一連の飛空士シリーズが一つに合流するようなストーリー展開となっている。世界観は前作までと共通であるが、それまで登場しなかった新たな国々が主な舞台となる。また、前作までの航空機は水素電池と直流モーターが動力であったが、本作の航空機は化石燃料とレシプロエンジンを動力とするほか、ターボプロップエンジンやターボジェットエンジンを動力とする航空機も登場する。2019年9月時点で「飛空士」シリーズ全体の全世界累計発行部数は130万部を記録している。

## あらすじ
1巻
『とある飛空士への誓約』の舞台となる地域では「多島海」と呼ばれる大小さまざまな島の浮かぶ海を挟んで、南の大陸に「秋津連邦」、北の大陸に「セントヴォルト帝国」という大国が栄えている。現在、多島海は「ハイデラバード連合共同体」と友好関係を結んだ空の一族（ウラノス）の支配下にある。こうした状況を打開すべく秋津連邦とセントヴォルト帝国は同盟関係を結んだ。
その証として両国の士官学生たちが共同で大型飛空挺「エリアドール」を操って「多島海」翔破を挑むこととなった。乗員は7名。秋津連邦の箕郷からセントヴォルト帝国マウレガン島に向けて飛び立つも、道半ばで一行はウラノスの襲撃を受けてしまう。ウラノスの苛烈な攻撃を受け味方編隊は全滅。唯一生き残ったエリアドールの若き乗務員たちは単独で多島海翔破を成し遂げる。
2巻
多島海の単機敵中翔破を成し遂げた清顕たちは「エリアドールの七人」と呼ばれ、一躍脚光を浴びる。しかし、周囲の期待に応えて優秀な成績を収める他の六人に比べ、清顕のみ伸び悩む実力に焦りを感じていた。特に圧倒的な実力を見せるイリアとの、撃墜王の父を持つ同士の差を論われていた。
何のために空を飛ぶのか。戦う理由を求める清顕に、ミオは一つの答えを提示する。
急激に成績を上げていく清顕。しかし同じ頃、清顕の拠り所であるミオの異変と同時に、七人の関係も徐々に変化を見せ始める。
そしてついに「ハチドリ」が動き、「裏切り者」が姿を見せる。
3巻
冬休み、ミオは両親の元へ帰ると、衝撃の事実を知らされる。それは弟妹を除く家族全員がウラノスの潜入工作員であること、清顕の家族が殺されることとなったメスス島侵攻が父の手引きによるものだということだった。
年が明け、かぐらとバルタザールは卒業し、清顕たちは心持ちも新たに訓練に励んでいた。しかし順調に距離を縮める清顕とイリアに対し、ミオは清顕にすら心を開かないままだった。半年後、索敵任務でペアを組むことになった清顕とミオは、敵機遭遇も重なり遭難してしまう。そして気を失った清顕を前にミオはある決意を固め、清顕は夢うつつのままミオを求めてしまう。
一月後、ウラノスはエアハント島への一大奇襲作戦「オペレーション・ジュデッカ」を発動させる。戦渦に巻き込まれる島を守るため、清顕とイリアも初陣を飾る。その先に待つ悲劇を知らないまま。
4巻
士官学校を卒業した清顕、イリア、ライナはかぐらが所属するヴォルテック航空隊に配属された。航空隊に赴任してから初めての空戦を経験し、部隊の仲間との絆を育んでいく。同じ頃、バルタザールは上司の信頼を獲得し、シルヴァニア王家の情報収集を命じられる。
7月、セントヴォルト海空軍はウラノス飛空要塞攻略を目的にした作戦「鋼鉄の雷（サンダースティール）」を発動、かぐらを小隊長として、清顕とイリアの3人で小隊を組みヴォルテック航空隊の一員としてこの作戦に参加する。大きな犠牲と引き換えに戦いに勝利したが、その結果国家間の思惑によって「第二次多島海戦争」が開幕する。
また、プレアデスに連れられたミオはそこで特殊工作員になる教育を受けていたが、ゼノンにニナ・ヴィエントの世話役を命じられる。
5巻
ウラノス王都プレアデスでは第一王子デミストリとニナ・ヴィエントとの間で王位継承問題が発生する。ミオはウラシルからニナと仲良くするよう命令され、ニナ、イグナシオとの交流を深くする。
一方、清顕とかぐらはスパイとして軍警に囚われるが、エリアドールやヴォルテック航空隊の仲間によって助けられる。その後、ライナは清顕にスパイであることを暴かれ逃亡する。
セシルはシルヴァニア王家の王女として重大な決断を迫られる。
6巻
かぐらとともに草薙航空隊として秋津連邦首都・箕郷の防空任務に就いた清顕は若き英雄として祭り上げられ、ヴォルテック航空隊のエースとなったイリアを撃墜するよう強いられる。両国の威信をかけた最新鋭戦闘機に託されたふたりは、燃えさかる箕郷上空で再会する。一騎討ちとなり空中接触してしまう。ふたりともアクメドに助けられ、ワルキューレに入ることになる。
居場所を追われたライナは、ニナ・ヴィエントの護衛、ミオの教育を命令され、ミオとライナは再会する。帝紀1349年12月、プレアデスではニナの戴冠式が行われる。
7巻
セントヴォルト帝国軍は秋津大陸に上陸。秋津連邦は内紛となり、セントヴォルト帝国との戦争を続けるのは、東方州（慧剣皇王国）のみとなった。一方ミッテラント大陸では、ウラノスの傀儡国家・ハルモンディア皇国がセントヴォルト帝国ククアナ・ラインを攻略。それからの8か月間、本土は完膚なきまでに蹂躙され、政府はエアハント島に移された。
そんな中、帝紀1350年12月、エリザベート・セシル・シルヴァニアによってシルヴァニア王国の再興が宣言される。しかし、翌年6月、サントス島に再びウラノスの攻撃が始まる。ワルキューレはウラノスに応戦するが、絶対的に物量が及ばず、2人の空の王・アクメドとカーナシオンの一騎討ちもアクメドが撃墜されて戦死する。ワルキューレに悲壮感が漂う中、突如として救世主・第二次イスラ艦隊が現れる。
8巻
エリザベートが第二次イスラ艦隊との共闘を選んだため、清顕、イリア、バルタザールは第二次イスラ艦隊の人々と交流する。バルタザールはエリザベートに促され、ベルナー財閥会長である祖父・レニオール・ベルナーと面会し、ベルナー財閥の全財産を託されるが、ほとんどを弟に譲る。
一方、かぐらは戦争を終わらせるため実兄との対決の結果、クーデターを成功させる。かぐらとバルタザールにより慧剣皇王国とセントヴォルト帝国は休戦協定を締結し、秋津大陸にいるセントヴォルト帝国軍170万は全軍撤退する。かぐらはクーデターの責任を取り、出頭。皇紀2011年（帝紀1351年）12月14日に処刑された。
ウラノス王都プレアデスでも政変が起きる（十月革命）。天宮が襲撃され、ミオ、イグナシオは逃げ切るが、ニナはデミストリに捕まってしまう。ミオは偶然現れた「フィオ」を通じて清顕たちにプレアデスの情報を託す。
9巻

## 登場人物
担当声優はオーディオブック版でのキャスト。

### エリアドールの七人
エリアドール飛空艇による単機敵中突破航を成し遂げた学生七人組の総称。第1巻冒頭の、未来における手記では、「英雄」が五人と「裏切り者」二人という内訳が世間の認識となっている。またミオ離反後は「六人」という呼称が一般的となっている。
坂上清顕（さかがみ きよあき）
声 - 多田啓太
本作の主人公。所属は河南士官学校三回生→エアハント士官学校三回生→エアハント士官学校四回生→セントヴォルト海空軍派遣少尉候補生→ヴォルテック航空隊→オデッサ航空隊少尉→草薙航空隊→ワルキューレ大尉→ワルキューレ隊長。エリアドール飛空艇では操縦を担当。真っすぐで正義感の強い性格。秋津連邦のかつての超エース・坂上正治を父に持ち、父の弟子である聖騎士アクメドを師に持つ。飛空艇で夜間戦闘機の追撃をかわし、積乱雲突破、夜間着水（最後はハチドリに助けられるが）をこなすなど、高い操縦技術を持つ。本編開始5年前のメスス島侵攻により家族を全て失い、ウラノスと姉を地上掃射で殺したカーナシオンへ深い憎悪を抱く。そしていずれ世界を革命する復讐をミオと誓う。またミオ離反後、あることからその真意を悟ったことで、新たに「ミオを取り戻すために」という理由も加わった。
ウラノスへの憎悪にまみれてはいるものの、本質的には優しい性格のため、精神的に偏りがあり不安定な部分も多い。また悪戯っ子でもあり、幼い頃のミオやイリアなどからかい甲斐のある人間をいじる傾向がある。そのことや時折垣間見せる鋭さから、イリアからは「黒ウサギ」と評された。「戦う理由」は良くも悪くも人のためであり、最初の頃は誰かを殺すのではなく誰かを守るためにしか敵を撃つことができなかった。一方で誰かのためならば盲目的なまでに行動でき、特にミオに関わることでその傾向は強い。
ミオ・セイラ
声 - 林鼓子
ヒロインの一人。河南士官学校三回生→エアハント士官学校三回生→エアハント士官学校四回生。エリアドールでは航法及び前部銃座を担当。清顕とは10歳の頃からの幼馴染。清顕と共に上級生を差し置いての転校の選抜であるため、それなりに腕は良い。幼い頃に戦争によって実の両親をなくし、外交官である養い親に育てられた。7人もの血のつながらない兄弟がいる。セイラ家の三女。飼っている鳥の名前は「フィオ」。
5年前、メスス島にて清顕と共にウラノスの侵攻を経験している。それによる悲しみを抱えながらも、「頑張らずにいるよりも世界がよくなるかもしれない」と清顕を励まし、共に「ウラノスへの復讐」を誓う。とある事情から清顕を「運命の相手」と認識しており、知り合った時から彼を振り回している。幼い頃に勢いに任せて「清顕のお嫁さん」になることを彼に誓わせたが、時を経るにつれて曖昧になってきているその約束を持て余してもいる。ただし清顕に対する思慕はそのままで、彼が他の女性を気にすると（清顕自身にその気はないが）すぐに不機嫌になる。
作中冒頭で明示された「裏切り者」の一人。弟妹を人質にされ、また育ての親を裏切ることができず、ゼノンによりウラノスの潜入工作員として利用される。「オペレーション・ジュデッカ」の際に潜入工作員として拘束された後、ハチドリによって救出されプレアデスへと赴く。ゼノンの監督下で工作員訓練を課せられていたが、溌剌とした性格が失われることを（あくまで工作員としての有用性という観点から）惜しんだゼノンの手引きにより、世話係兼友人として「風呼びの少女」ニナ・ヴィエントのもとへ派遣される。
後世、セントヴォルト帝国内において、その名は「売国奴」の代名詞として記憶されることとなる。
テレビアニメ版「とある飛空士への恋歌」最終話において、ニナ、イグナシオと共に1カットのみ登場するシーンがある。
イリア・クライシュミット
声 - 山藤桃子
ヒロインの一人。エアハント士官学校三回生→エアハント士官学校四回生→セントヴォルト海空軍少尉候補生→ヴォルテック航空隊→ワルキューレ→ワルキューレ副隊長。エリアドールでは操縦を担当。氷のように冷静で、めったに表情を見せない。坂上正治と並ぶ超エース、カルステン・クライシュミットを父に持ち、父を一騎討ちと見せて騙し打ちした（カルステン及びその同僚の証言。正治やその同僚は否定している）正治と、その息子である清顕を憎んでいるが、親善飛行で操縦士同士として力を合わせるうちに彼に心を寄せていく。幼いころから、父に正治への憎しみの吐け口として過酷なほどの操縦訓練を受けているため、他の訓練生を遥かに上回る操縦技術を持っている。
操縦士としての腕前は学生としては並外れているが、そうなったのは「父親に自分を見てもらいたい」が故の努力の結果。落ちぶれた父親を哀れに思う一方で、それでも見捨ても見捨てられたくもないという思いもあり、冷徹な仮面の奥に人知れない弱さを抱えている。
ワルキューレに入隊後、偽名「テルマ・クルマン」を使うことがある。趣味はドーナツ作り。
ライナ・ベック
声 - 近衛秀馬
エアハント士官学校三回生→エアハント士官学校四回生→セントヴォルト海空軍少尉候補生。エリアドールでは航法及び上部銃座を担当。女好きで軽い性格で、ところ構わず女性を口説いている。なお模擬空戦では1回だけイリアに勝ったことがあり、成績は広範囲で優秀。清顕の見立てでは七人の中で総合力が最も高い。
その正体はウラノスの潜入工作員「ハチドリ」。作中冒頭で明示された「裏切り者」の一人で、ライナ・ベックという名も偽名であり、本名は7卷において「トマス・ベロア」であることが明示される。将来セントヴォルト帝国の上層部に入り込むためにエアハント士官学校に潜り込んでおり、本来の自我である「ハチドリ」と潜入用に自ら作り上げた偽の人格の「ライナ・ベック」という二つの人格を持ち、必要に応じて入れ替えている。2つの人格は完全に独立しており、記憶は共有しているが判断が分かれることもあり、そのことに戸惑う描写も見られる。
地獄のような訓練によって幼少時から鍛えられた技術は凄まじく、空戦中の飛空艇から敵爆撃機のコクピットを「狙撃」したり、着水寸前に横風にあおられた機体の傾きを、とっさに無線機材を倒して機の重心をずらすことで完璧に修正するなどの神業をたやすくやってのける（前述のイリアへの勝利も偶然ではなく故意）。父は極めて清廉な政治家であったが、政争により暗殺容疑で投獄され、母は精神を病んでしまっている。スパイとなったのは、報酬で母の治療を行うため。
紫かぐら（むらさき かぐら）
声 - 厚木那奈美
箕鄕士官学校四回生→エアハント士官学校四回生→セントヴォルト海空軍派遣少尉候補生→セントヴォルト海空軍派遣少尉→草薙航空隊→神明隊隊長。エリアドールでは副長を務め、側面銃座を担当。背の高い美人であり、士族の出で剣術の達人。大人びた性格で常に落ち着いており、ともすればいがみ合いそうな清顕とイリアを諫めている。死んだ清顕の姉と、自身も驚くほどに容姿が似通っており、それもあって清顕とは早い段階から打ち解けることになる。エアハント士官学校を卒業後はセントヴォルト海空軍ヴォルテック航空隊に配属される。
セシル・ハウアー
声 - 森嶋優花
エアハント士官学校の二回生→エアハント士官学校三回生→セルファウスト士官学校四回生→シルヴァニア王国女王。エリアドールでは電信及び側面銃座を担当。「エリアドールの7人」の中では最年少で、無邪気で話好き、子供っぽい性格。
実はウラノスに滅ぼされたシルヴァニア王国の王位継承者。本当の名はエリザベート・セシル・シルヴァニア。王国滅亡の際、王家の中でただ一人、アクメドによって空路、隣国へと逃がされて生き延びた。本来なら市井で生きるはずだったが、イリアに憧れて軍人を志す。本人としては王家の人間ではなく市民としての生活を望んでいる。
バルタザール・グリム
声 - 折原秋良
エアハント士官学校の四回生→セントヴォルト海空軍少尉候補生→セントヴォルト海空軍少尉。エリアドールでは機長を務め、尾部銃座を担当。どんな危機でも動じない豪胆さとリーダーシップを持つが、清顕からは「冷酷で危ない人」という印象を当初抱かれていた。果たしたい目的がある模様で、「エリアドールの七人」の名を利用し積極的に権力者に顔を売っている。エアハント士官学校を首席で卒業。卒業後は海空軍作戦本部に着任し、マウレガン島のセントヴォルト海空軍作戦本部多島海方面部局に配属された。そこでも持ち前の優秀性を発揮しており、作戦本部の中で唯一「オペレーション・ジュデッカ」の作戦を事前に看破した。優秀である一方で、他者の心の機微に疎く、不用意な発言で墓穴を掘ったり不興を買うことが多い。
本来の名はバルタザール・ベルナー。ベルナー財閥の跡取り息子として不自由ない生涯を約束されていたが、その全てを捨てて家を出る。世界を自分の望む姿に作り変えるという目的を持ち、「国盗り」という野望を内に秘めている。

### 秋津連邦
坂上正治（さかがみ まさはる）
清顕の父。かつてその名をとどろかせた超エースであり、撃墜数100機以上。先の戦争で好敵手と認めるカルステンと一騎討ちを行い、超絶技巧「蛇撃ち（セントヴォルトではスネークショットと呼ばれる）」で彼を撃ち落とした（と正治及び彼の味方は証言している）。ウラノスの侵攻の際にはすでに空軍を引退しており農業を営んでいたが、敵機の地上掃射を受けている小学校の生徒をかばって妻と共に敵機をひきつけ、死亡。敵であったカルステンの事を尊敬しており、彼との勝負は人生最高の時だったと語っていた。
坂上由美子（さかがみ ゆみこ）
声 - 厚木那奈美
清顕の五つ年上の姉。ウラノスのメスス島侵攻の際に清顕をかばって黒豹の銃撃を受け、死亡。かぐらとは容姿が瓜二つである。
扇ガ谷晴彦（おうぎがや はるひこ）
飛空士。坂上正治の同僚。ツルギ沖航空戦で坂上の危機を感じ戦闘空域に乱入したが銃撃はしておらず、坂上が蛇撃ちでカルステン大尉を仕留めたと証言している。物語開始時には連邦軍の士官となり作中では清顕とかぐらの上官として登場。8巻のクーデターでは主要メンバーとしてかぐらと協力する。
ジャダンバ・ダムバゾリク
西方民の生まれ。秋津連邦海軍航空隊二等飛空兵曹。本来禁止のはずの鉄拳制裁を用いる小隊長の列機を務めていた。清顕の卓越した空戦技能と、鉄拳制裁とは無縁の人格に惚れ込み、清顕の列機を務めるようになる。後に清顕と共に草薙航空隊に転属し、9巻の最終決戦では草薙航空隊の隊長となる。
新田原聯介(にゅうたばる れんすけ)
秋津連邦海軍航空隊二等飛空兵曹。実家が貧しく、仕送りのために飛空士となった。本来禁止のはずの鉄拳制裁を用いる小隊長の列機を務めていた。清顕の卓越した空戦技能と、鉄拳制裁とは無縁の人格に惚れ込み、清顕の列機を務めるようになる。後に清顕と共に草薙航空隊に転属する。
リュウ・ウォン
中州民の生まれ。草薙航空隊に配属された特務小尉。箕郷に妻がいる。感情をあまり表に出さず、他人に冷徹な印象を与えるが、清顕に対しては対抗心を見せ、挑発的な言動を取る。
下士官からのたたき上げであり、優秀な空戦技能を持つ。草薙航空隊での模擬空戦では不敗を誇っている。試験的に2機が実戦投入された斑鳩の搭乗員に清顕と共に選ばれ、白虎のノーズアートを機首に描いている。
リ・コウツウ
中州民の生まれ。階級は海軍大佐。メスス島オデッサ航空基地の司令官を務める。
マオロン
中州民の生まれ。階級は海軍大尉。メスス島オデッサ航空基地の編隊長で、後に草薙航空隊で隊長を務める。
歌国常盤（うたぐに ときわ）
秋津日報セルファウスト支部派遣局員、女性記者。清顕とイリアを取材する。
久遠寺高虎（くおんじ たかとら）
連邦制崩壊後、慧剣皇王国内閣総理大臣。残存する連邦軍の大元帥に着任した。
紫雪平（むらさき ゆきひら）
かぐらの実兄で、京凪離宮直衛隊隊長。帝紀1351年10月のクーデターでかぐらに殺害されたとされている。

### セントヴォルト帝国
カルステン・クライシュミット
イリアの父。かつては正治と並び立つ撃墜数100機以上の超エースだったが、正治との両者認めた上での一騎討ちに挑んだ際、正治の味方の騙し打ちをうけて撃墜された（カルステンとその味方の証言）。その際に二度と戦闘機には乗れない体になり、その憎しみから飲んだくれとなり、娘のイリアには幼少時から自分の操縦技術を厳しく仕込み続けた。当初はイリアの人生に影を差す人物でしかなかったが、話が進むにつれ本当は誰よりも正治を認めており彼が騙し打ちをしたと信じたくなかったこと、本当に彼の心を壊していたのは正治への憎しみではなく正治と彼の戦いを面白可笑しく記事にし続ける自国の報道機関への憎しみであったことが明らかになっていき、イリアと清顕にとってきちんと向かい合わなければならない人物として認識されていくようになる。
ヨセフ・バルトミュラー
声 - 多田啓太
エアハント士官学校校長。57歳。
アンディ・ボット
中佐→大佐。セントヴォルト海空軍作戦本部多島海方面部局情報課課長。研修生でしかないバルタザールの報告にも真面目に対応し、その優秀さを認め信頼している。優秀さを周囲から嫉妬され、浮いているバルタザールを気にかけ、人間関係に関する様々なアドバイスをするが、当のバルタザールからは「有能な上司だが説教癖が玉に瑕」と思われている。サントス島攻略を見据えてバルタザールにシルヴァニア王家についての情報収集を命じた。
イーサン・セイラ
ミオの養父。セントヴォルト帝国の外交官をしている。ゼノンとは外交の仕事で知り合い、意気投合。各国の軍事に関する情報を共有する国際的な秘密ソサイティ「クロノ・マゴス」をゼノンを含めた他国の外交官たちと作り上げるが、様々な企業と国の入り乱れた利権にとらわれ、気づかぬうちに売国的行為に手を染めてしまう。その事に気づいた際に愛国心との狭間で苦悩するが、ゼノンに「これは世界から戦争をなくすための活動である」と洗脳され、都合のよい手駒として利用されるようになる。メスス島空襲とクロスノダール上陸を手引きした。
グレタ・セイラ
ミオの養母。
パブリダ・セイラ
年齢不明。
ヤン・セイラ
年齢不明。セイラ家の次男。セントヴォルト帝国中央官僚。イーサンの正体発覚後ウラノスの潜入工作員に匿われていたが、クロノ・マゴスの協力を得てズウンジン朝経由でハルモンディア皇国への亡命に成功する。
カルメン・セイラ
年齢不明。
ボニタ・セイラ
13歳。セイラ家の四女。
カズキ・セイラ
10歳。セイラ家の三男。
ドミニク・セイラ
7歳。セイラ家の四男。飼っている鳥の名は「ソドム」。
ジーモン・ベルナー
ミッテラント大陸を影で支配すると云われるベルナー財閥の跡継ぎ。バルタザール・グリムの実弟。バルタザールが家を出て行く時に10年以内にジェット戦闘機を作ることを約束した。
オバンドー・エズモ
かぐら、バルタザールのエアハント士官学校時代の同級生。筋骨隆々の大男。頭の出来が致命的に悪く、人の話をほとんどまともに理解していない。士官学校時代にかぐらに対して求婚しており、さらに誤解から自分をかぐらの婚約者と信じ込み、ことある度に婚約者であると公言している。頭脳とは裏腹に航空機操縦の腕は悪くない。バルタザールからはまともに認識されておらず、名前もオドンバーと間違って呼ばれている。
軍に配属された後は、セントヴォルトとハルモンディアの国境のウンロン山脈付近の航空基地に少尉として勤務。テオドーラの機長を務めている。
レオ・ローゼンミュラー
大尉。ヴォルテック航空隊飛行隊長。帝紀1349年5月の時点で撃墜数56機を誇る現代のセントヴォルト帝国の撃墜王。
ルル・スコット
ヴォルテック航空隊一等飛空士。下士官。ララ・スコットは双子の姉妹。ヴォルテック航空隊のマスコット的存在。自分たちを育ててくれた施設に送金するために戦場に出てきている。
ララ・スコット
ヴォルテック航空隊一等飛空士。下士官。ルル・スコットは双子の姉妹。ヴォルテック航空隊のマスコット的存在。自分たちを育ててくれた施設に送金するために戦場に出てきている。
ハミルトン
ヴォルテック航空隊の飛空士。下士官。屈強な体躯の持ち主。靴屋を営む実家の借金を清算するために戦場に出てきている。退役後のまともな生活を夢見ていたが、シエラグリード沖海戦でカーナシオンに誘導されカルキノスの樹林の中の隠し砲台から攻撃を受けて戦死した。聖ペテルブルグ烈士章が授与され、二階級特進して中尉となった。
マクガイア
ヴォルテック航空隊の飛空士。下士官。毛むくじゃらの大男。流民上がりで自分の家を手に入れるために戦場に出てきている。
ジュード
ヴォルテック航空隊の飛空士。下士官。いつも砂浜で率先してバカ騒ぎして飲んだくれていた下品で心優しい青年。弟の入院費を稼ぐために戦場に出てきている。シエラグリード沖海戦で味方の雷爆撃機編隊の直掩中にカーナシオンに撃墜され戦死した。聖ペテルブルグ烈士章が授与され、二階級特進して中尉となった。
セバスチャン
ヴォルテック航空隊の飛空士。下士官。故郷で寝たきりの母親に送金するために戦場に出てきている。シエラグリード沖海戦で同じ編隊だったジュードとハミルトンを墜とされ冷静さを失った状態でカーナシオンを追尾しカルキノスの渓谷の岩肌に激突、戦死した。聖ペテルブルグ烈士章が授与され、二階級特進して中尉となった。
リーオン
ヴォルテック航空隊の飛空士。下士官。地元の悪徳業者から牧場を買い戻すために戦場に出てきている。
モービー
ヴォルテック航空隊の飛空士。下士官。入隊したばかりの頃の不慣れで緊張していた清顕に気さくに話しかけてくれた。シエラグリード沖海戦でアイオーンに撃墜されて戦死した。聖ペテルブルグ烈士章が授与され、二階級特進して中尉となった。
グレンダ
ヴォルテック航空隊の飛空士。下士官。気が強いが心優しい女性。シエラグリード沖海戦でカーナシオンに撃墜されて戦死した。聖ペテルブルグ烈士章が授与され、二階級特進して中尉となった。
ヒューイ
ヴォルテック航空隊の飛空士。下士官。シエラグリード沖海戦で戦死。聖ペテルブルグ烈士章が授与され、二階級特進して中尉となった。
ディアス
ヴォルテック航空隊の飛空士。下士官。シエラグリード沖海戦で戦死。聖ペテルブルグ烈士章が授与され、二階級特進して中尉となった。
フリードリヒ
ヴォルテック航空隊の飛空士。下士官。シエラグリード沖海戦で戦死。聖ペテルブルグ烈士章が授与され、二階級特進して中尉となった。
エーゲル
ヴォルテック航空隊の飛空士。下士官。シエラグリード沖海戦で戦死。聖ペテルブルグ烈士章が授与され、二階級特進して中尉となった。
ニコラ
ヴォルテック航空隊の飛空士。下士官。シエラグリード沖海戦で戦死。聖ペテルブルグ烈士章が授与され、二階級特進して中尉となった。
コリーナ
ヴォルテック航空隊の飛空士。下士官。シエラグリード沖海戦で戦死。聖ペテルブルグ烈士章が授与され、二階級特進して中尉となった。
ドロシー
ヴォルテック航空隊の飛空士。下士官。シエラグリード沖海戦で戦死。聖ペテルブルグ烈士章が授与され、二階級特進して中尉となった。
アイーダ
ヴォルテック航空隊の飛空士。下士官。シエラグリード沖海戦で戦死。聖ペテルブルグ烈士章が授与され、二階級特進して中尉となった。
トビー
ヴォルテック航空隊の飛空士。下士官。シエラグリード沖海戦で戦死。聖ペテルブルグ烈士章が授与され、二階級特進して中尉となった。
エイブラハム・モンロー
大佐。ヴォルテック航空隊司令官。

### シルヴァニア王国
コレット・エイヴォリー
旧シルヴァニア国王の妹。セシル・ハウアーの叔母で後見人。かつては夫がセントヴォルト帝国の外務大臣だったが、帝紀1350年4月1日現在、本人がその役に就いている。シルヴァニア王家再興の大きな役割を握った人物。バルタザールを玩具扱いし、からかっては遊んでいる。
アクメド
多島海方面においてカーナシオンと並んで、「空の王」と称される撃墜王。撃墜数は200機を超えたところで本人が数えるのをやめたため判然としないが、古参のワルキューレ隊員によると「600機は超えている」とのこと。平民生まれだが、シルヴァニア王家に見出され聖騎士として叙勲される。王家の近衛戦闘部隊「ワルキューレ」を世界最強と呼ばれるまでに鍛え上げた。ウラノスによるシルヴァニア侵攻時にはエリザベートを連れて戦闘機で「単機敵中翔破」し、王家断絶を防いでいる。
その後は傭兵に身をやつし、ヴェステラント大陸の戦場を転戦しながら再興のときを待つことにしている。坂上清顕に操縦技術を教え、清顕からは「師匠」と呼ばれる。清顕の父・坂上正治に師事した過去がある。7巻でシルヴァニア王国を守るため、多島海最強を誇るアリスアクトゥスを駆るカーナシオンに性能に劣るカズヴァーンで奮戦。「蛇撃ち」を完遂してカーナシオンを損傷させ清顕に真実を示すが、失速時の隙をつかれ戦死する。
カンダダ
ワルキューレ隊員。撃墜数286機（帝紀1350年4月1日現在）は隊内でアクメドに次ぐ2位。自分のことを「ぼく」と呼ぶ。毛むくじゃらの大男だが言葉遣いは上品。趣味は読書と編み物。
サナトラ
ワルキューレの女性隊員。撃墜数265機（帝紀1350年4月1日現在）。独身。アクメドに惚れているが全く相手にされておらず、酒を飲んでくだを巻くのが日課。姉御肌で気っ風が良く、人望も厚い。得意技は胴回し回転蹴り。

### ウラノス
ニナ・ヴィエント

「創世神話に予言された救世主」「ウラノスを継ぐもの」「風呼びの少女」などと称される少女。実名はクレア・クルス。ウラノス王都プレアデスの外れにある山奥の「ラミア離宮」と呼ばれる王族専用の別荘に住む。肩で切り揃えた黒髪と、質素で清潔な服装で、上品な雰囲気を持つ。孤独に苛まれており、年の近い同性であるミオが世話役として派遣されることとなった。賢人会議のメンバーのひとり。かつて革命の象徴として一国の政体を壊滅に追い込み、聖泉でのウラノスとイスラとの戦いでウラノス艦隊を全滅させた過去を持つ『とある飛空士への恋歌』のヒロイン。
イグナシオ・アクシス

ニナ・ヴィエントの護衛役。容姿端麗な美青年であり、ミオからも「一度どきんと胸が波打つような、美しい青年」と評されている。人当たりが非常に悪く、無愛想で無口。当初はミオのことをウラノス人と誤解し、警戒していた。後にミオと打ち解けていくが、その際に内面の優しさと口の悪さのギャップを「バルタザールに似ている」と評された。
前々作『とある飛空士への恋歌』から登場する。
ライサンダー・ケプラ
ウラノス第九飛空要塞「カルキノス」司令官。統合作戦本部のやり方には批判的。しかし、オペレーション・ジュデッカの時は作戦に珍しく乗り気だった。シエラグリード沖海戦では劣勢を悟り早々に重要書類を焼却、地表面の市庁舎と中央司令部を爆破し直衛兵と地下司令部にこもった。セントヴォルト陸戦隊の上陸から一週間後、地下司令部に突入された際にカルキノス底部の推進装置と方向舵の自爆スイッチを押したのちに自決した。
カーナシオン
アクメドと並び立つウラノスの超エース。機体に「黒豹」のエムブレムを描いている。酷い火傷を負って醜い顔になっており、包帯を巻いてそれを隠している。かつて、非戦闘員である清顕の姉を地上掃射で殺害した。カルステンを除けば、カルステン・ターンを会得している唯一の戦闘機パイロット。相手よりも高速を保つことが原則の空中戦に於いて、あえて低速域での空戦に持ち込むことで敵機の後方を取り銃撃するなど、変則的な戦法を用いることもある。
戦場でイリア機と戦った際に、負けて機体から脱出した彼女の姿を見て、以前に機関誌で見かけたカルステンの娘だと気付く。この時に自分には無い美しい容姿を持つイリアに下卑た欲望を抱き、あえて見逃す事で自分を追って来させ、それを返り討ちにして更なる敗北感を刻んで屈服させてから自分のものにすると決めた。そのために、落下傘で降下する彼女の周囲をわざと風防をあけて自分の容貌を晒したまま飛び続け、飛空士として侮辱し屈辱を与えた。
昔、アクメドと戦って敗北した上、片足を失って酷い火傷を負わされたことからアクメドへの復讐を切望している。
イラストリアリ
教皇。ニナをウラノス王に担ぎ上げ、また引きずり下ろした本人。ウラノスの中で一番の有力者と言われる。賢人会議のメンバーのひとり。
デミストリ
ウラノス第一王子、軍最高司令官。賢人会議のメンバーのひとり。本来はデミストリが王位を継承する予定だったため、ニナのことを憎んでいたが、憎悪をこじらせた末に妻にしたいと思うようになった。正妻の嫡男ながら頭の出来は悪く、実務能力は皆無と言われている。ウラノスの歴代王を全部まとめて2倍にしたほど性欲が強いと評されており、後宮に多数の愛人を抱え、日々性交に耽っている。
ゼノン・カヴァディス
ハルモンディア皇国の外交官を名乗るが、正体はウラノス外務尚書省次官。一見温厚かつ友好的な人物であるが、実体は極めて狡猾で冷酷なサディスト。ミオの父イーサンを巧みに取り込み売国奴へと仕立て上げた張本人。権力者会議クロノ・マゴスを主催する。
『とある飛空士への恋歌』第5巻にも登場しており、イスラとの交渉で重要な役割を持っていた。本作ではその際に交渉相手となったアメリア・セルバンテスとの駆け引きをきっかけに彼女への本能的な欲求を覚え、いつか自分のモノにしたいという欲望を抱いていることが明かされている。彼にとって容姿も頭脳も高い将来性を感じさせるミオは育てあげればアメリアのようになりうる素材だと考えているが、その本心は育て上げたミオを本物のアメリアを手に入れるまでの代替物にするというもの。売国奴だったというセイラ家の闇を盾にミオもスパイに仕立て上げ、決して裏切れないように追い込んで苦しみと絶望を与えて心を折り、自分の望む姿へと変わっていくよう仕向けている。その一方、潜入工作活動に於いて高い価値を持つ、生き生きとした表情と聡明さを保たせるためにミオにニナ・ヴィエントの世話役を命じた。
ミオを隷属させる材料として拘束されたセイラ家の身柄の回収に務めており、主催するクロノ・マゴスの協力と働きかけでミオの姉と2人の兄を救い出した。
パトリティオスという8名の優秀な工作員を手駒として擁しており、世界中に潜入させ、工作活動を行わせている。
キリアイ
序列第5位のパトリティオス構成員。パトリティオスの紅一点でもある。毒のスペシャリストであり、ニナ・ヴィエントを毒による暗殺から護衛するためにユリシス宮殿に派遣された。喋り方に特徴があるらしく、作中では関西弁で表現されている。

### 第二次イスラ艦隊
カルエル・アルバス

バレステロス共和国出身。第二次イスラ艦隊第一航空戦隊飛行隊長。左頬に戦闘の傷跡を持つ、金髪碧眼の美男子。ニナ・ヴィエントの恋人で、前々作『とある飛空士への恋歌』の主人公。乗機であるマエストラの機首には「風の紋章」という名の8の字のノーズアートを描いている。マエストラは多島海地方の最新鋭戦闘機と比較して性能で劣るが、その不利を背負ってなお圧倒的な撃墜数をあげるエースパイロット。気さくな性格だが、やや無神経。ジョークのセンスが悪い。
マニウス・シードゥス

ウラノス第二王子。痩身で身長は低め。妾の子であり、第一王子デミストリとは対照的に優秀である。そのため、不出来なデミストリをウラノス次期王に推す派閥からは邪魔者扱いされていた。前々作にて聖泉でのウラノスとイスラとの戦いの末、親善大使としてニナ・ヴィエントと身柄を交換される形で追放され、以後は第二次イスラ艦隊で対ウラノス戦の助言などを行っている。
ルイス・デ・アラルコン

第二次イスラ艦隊提督。前々作の舞台「イスラ」においても提督であった。
アメリア・セルバンテス

第二次イスラ艦隊外務長。前々作の舞台「イスラ」においても外務長であった。
狩乃シャルル（かりの しゃるる）

神聖レヴァーム皇国出身。レヴァームと天ツ上のハーフ。乗機のアイレスVに「海猫」のノーズアートを描いている。第1作『とある飛空士への追憶』の主人公。過去3作続けて登場している。
吉岡武雄（よしおか たけお）
帝政天ツ上出身。乗機の真電改に「魔犬」のノーズアートを描いている。第3作『とある飛空士への夜想曲』主人公・千々石武夫と吉岡ユキの息子。母親が天ツ上とレヴァームのハーフであるため、両国のクォーターである。金髪と青い目を母親から受け継いでいる。

### その他の人物
ディジー・オズボーン
ハイデラバード議会を支配していたオルグ党の党首。ウラノス人の血を引いている。帝紀1349年11月に自殺。
クレフェルト公
シルヴァニア王家に委任されてカラナクタ島を治めていた。帝紀1338年10月のウラノス・ハイデラバード連合共同体軍の侵攻時に捕らえられ、ハイデラバード連合共同体首都へ連行された。
ラティファ
ヴェステラント大陸シオンダル協商同盟領ラダトの卸売市場で露店を出している少女。以前は魚の揚げ物を売っていたが、イリアからドーナツの作り方を教わり、ドーナツを売り始める。

## 主要な戦役
多島海戦争
約20年前にセントヴォルト帝国と秋津連邦が多島海を挟んで戦った戦争。
ツルギ沖航空戦
両軍併せて250機もの飛空機、飛空艇が入り乱れた多島海戦争最大の空戦。この戦いで両軍の確実撃墜100機を超える超エースのカルステン・クライシュミットと坂上正治の一騎討ちが起こった。一騎討ちの結末は、秋津連邦側の記録では坂上正治の蛇撃ちで仕留めたことになっているが、セントヴォルト帝国側の記録では坂上の危険を感じた扇ガ谷機が戦闘空域に乱入しカルステン機を仕留めたことになっており、両軍の記録に食い違いがある。
ハイデラバード戦役
帝紀1342年1月に勃発した秋津連邦とハイデラバード連合共同体の戦争。互いに島嶼要塞を攻略できぬまま、泥沼の持久戦に突入した金のかかる戦争。
帝紀1347年8月、セントヴォルトと秋津連邦の親善艦隊がウラノスに攻撃され全滅したことを受け、セントヴォルトも参戦。ウラノス=ハイデラバード連合軍対セントヴォルト=秋津連邦連合軍という構図に変わった。
オデッサ侵攻
帝紀1344年8月のメスス島空襲から帝紀1347年4月のメスス島陥落に至るまでのメスス島の宗主国秋津連邦とウラノス・ハイデラバード連合軍による島嶼争奪戦。メスス島陥落によって秋津連邦・セントヴォルト帝国間の連絡航路は断ち切られた。
クロスノダール攻防戦
帝紀1348年7月、ウラノス=ハイデラバード連合軍のクロスノダール島南方のベンゲール湾上陸から始まったウラノス=ハイデラバード連合軍とセントヴォルト帝国軍による島嶼争奪戦。連合軍は上陸後に森林を切りひらき飛行場を設営、物資を陸揚げし一拠点を確保したのちクロスノダール島制圧に向けて侵攻を開始した。しかし、島が大きかったため艦砲射撃は島の中央に届かず、肝心のハイデラバード陸軍が脆弱だったため持久戦になった。北多島海に位置するクロスダール島へは本国に近い帝国軍は迅速かつ継続的に援軍を送り込めるが、大瀑布を隔てる連合軍は輸送線を維持する必要があり、時が経つほど戦局は帝国軍に傾いていった。
帝紀1349年5月にウラノス=ハイデラバード連合軍は撤退を開始し、セントヴォルト帝国軍の勝利。
オペレーション・ジュデッカ
ウラノス統合作戦本部が立案した、前代未聞の一大奇襲作戦。帝紀1348年9月、北多島海で発生した台風「ジュデッカ」に第九飛空要塞カルキノスおよび第十一飛空要塞バルセノスが紛れる事でレーダー索敵を無効化、進路上のエアハント島を奇襲する作戦。
作戦は成功。エアハント島は焼け野原となり、セントヴォルト海空軍の新規編成艦隊は全滅した。
鋼鉄の雷（サンダースティール）
帝紀1349年7月に行われたセントヴォルト=秋津連邦連合軍によるハイデラバード戦役開戦以来最大規模の侵攻作戦。セントヴォルト海空軍はサントス島シエラグリード近郊に集結したウラノス=ハイデラバード連合軍の主力艦隊の殲滅及び飛空要塞カルキノスの攻略、秋津連邦軍はメスス島オデッサ近海を遊弋する飛空要塞バルセノス攻略を目的とした作戦。史上初めての飛空要塞への強襲上陸が行われた。作戦は成功し、ハイデラバード戦役の趨勢は決した。
シエラグリード沖海戦
サントス島シエラグリード沖の大瀑布近辺で起こったセントヴォルト海空軍とウラノス=ハイデラバード連合軍による海戦。初日にセントヴォルト海空軍の3次にわたる攻撃でウラノス機動艦隊は無力化され、2日目にセントヴォルト海空軍は飛空要塞カルキノスの攻略を開始、その日の午後4時初めての飛空要塞への強襲上陸が決行され、上陸から一週間後に飛空要塞カルキノスは制圧された。セントヴォルト海空軍の勝利で終わり、ウラノス=ハイデラバード連合軍は南多島海における戦力の8割方が失われ、制海権を喪失した。
メスス島オデッサ攻略戦
秋津連邦軍によるオデッサ島の奪還作戦。飛空要塞バルセノスの占領と共に、戦闘状況はセントヴォルト=秋津連邦連合軍に優位に推移していたものの、オデッサに降り立とうとしていたセントヴォルトの空挺部隊が、秋津連邦の艦隊の味方誤射によって全滅する事故が発生した。これを切っ掛けとして秋津連邦とセントヴォルトの同盟は破棄され、第二次多島海戦争が勃発。バルセノス、メスス島では秋津連邦軍、セントヴォルト帝国軍、ウラノス=ハイデラバード連合軍の三つ巴の戦闘が繰り広げられた。その後、秋津連邦軍が最終的な勝利を収め、バルセノスとメスス島の占領に成功した。
なお、もともと秋津連邦とセントヴォルトの同盟は、ハイデラバード連合共同体への対抗が目的であったため、「鋼鉄の雷」作戦が成功した時点で同盟の意義が薄れるという背景があった。そのためセントヴォルトは味方誤射が発生した際に秋津連邦への砲撃中止要請を行わず、むしろ味方誤射を利用して同盟を破棄して秋津連邦との開戦に踏み切っている。
第二次多島海戦争
同盟を破棄した秋津連邦とセントヴォルト帝国の間で勃発した戦争。
戦局は常に秋津連邦が不利のまま推移し、秋津連邦首都の箕郷への戦略爆撃などが行われている。その後、秋津連邦は「慧剣皇王国」「左氏随朝」「オルフスト禿頭王国」に再分裂、慧剣皇王国のみで戦争を続けていたが、帝紀1351年暮れに休戦した。
雷神の槍  (オーディンズスピア)
セントヴォルト・慧剣皇王国・シルヴァニア王国・第二次イスラ艦隊からなる多島海国家連合軍によるプレアデスへの奇襲作戦。ミオがフィオに託したプレアデスの詳細な情報を元に立案され、第二次イスラ艦隊による陽動によってウラノス艦隊を引きつけ、その隙に飛空要塞オーディンをプレアデスに接近させ、奇襲攻撃をかけるというもの。オーディンに最新のジェットエンジンが推進装置として大量に設置され、飛空要塞としては破格の高速性能を実現することで作戦の要を担った。加えて、ウラノス情報部に対して第二次イスラ艦隊にマニウスが同行していることを匂わせることでウラノス王デミストリを前線におびき寄せた。
プレアデス上空の戦いでウラノスは世界初となるターボジェット戦闘機を投入し、戦闘を優位に進めるものの、最終的には全機を撃墜される。さらにカーナシオンが清顕に撃墜されるなどして航空戦力が弱体化し、制空権を喪失。同時に起こったクーデターによりウラノスの政権中枢人物が複数捕縛される。プレアデスの象徴だった天宮は連合軍の攻撃で崩壊し、ウラノスは政府機能を喪失。世界各地に散らばっていた大艦隊も無力化された。
戦いの終盤にカルエルはニナ・ヴィエントを、清顕はイリアを救出した。一方、ミオとライナは王室用の飛空艇で脱出し、清顕たちと袂を分かつ。
この戦いは「プレアデスの奇蹟」と呼ばれる。

## 用語
空の一族
世界創世神話に伝えられ、他国の民にも伝説として知られていたが多島海では強力な国家ウラノス・ヴァシリシャスとして君臨している。
聖アルディスタ
『とある飛空士への追憶』『とある飛空士への恋歌』にも登場した、世界創世神話に伝えられる創世神。この神をあがめる宗教が作品世界では複数散在することが示唆されている。
遥かな古代に天翔ける船に乗り、訪れた島、大陸に自らの血肉と言語、子孫へ語り継ぐべき教えの種子である「聖アルディスタの種子」をばら撒いたと伝えられる創造神。ウラノスも「聖アルディスタ統一教」という名称でこの存在を信仰している。ただしウラノスは「聖アルディスタ統一教」以外の聖アルディスタに関係する教えは全て邪教と認識しているという。
空飛ぶ島
重力に反発して常に高度2000mに浮かぶ性質を持つ「浮遊岩」という鉱石から構成される、巨大な岩塊。平面状になっている上面は幅・全長ともに数km～十数kmという広さを持ち、人が居住可能。
世界創世神話によれば、空飛ぶ島は聖アルディスタと人間との約束のあかしとして4年に1度聖泉から産み落とされ3つの海を飛び越え、空の果てで石畳へ還るとされる。人の手に渡らない限りは風任せに漂う存在だが、推進装置と舵を設置することで自由な移動が可能となる。また、地表面に軍事施設や武装を設置することで、強力な機動空中要塞として運用が可能となる。
ウラノスがほぼ独占しており、最低でも13個を保有している。そのうち12個を飛空要塞として、1つを首都として用いている。ウラノス以外の手に渡った「空飛ぶ島」は、『とある飛空士への恋歌』に登場した「イスラ」がある。
飛空要塞
「空飛ぶ島」の上面部に航空基地や防空施設を大量に設置して、機動空中要塞として利用したもの。ウラノスのみが12個を保有している。大量の航空兵器を積載して自力移動できること、神出鬼没な運用が可能なこと、浮遊岩から構成されているために墜落や撃墜のリスクが存在しないことなどから、強力な戦略兵器として高い価値を持つ。「空飛ぶ島」の性質上高度は常に2000mで固定され、降下することも上昇することもできない。そのため2000m以上の山脈は超えられず、運用には一定の制限が存在する。
蛇撃ち
急激な機首上げを行うことで機体を進行方向に対して垂直に立て、一時的な失速状態を作り出すことで、追尾してくる敵機を前方に押し出して背後から射撃する空戦機動。セントヴォルトではスネーク・ショットと呼ばれている。坂上正治のみが用いることができたとされるが、秋津連邦・セントヴォルトの両軍において再現に成功したものがおらず、セントヴォルトにおいてはファンタジーであるとされている。コブラ機動がモチーフとなっている。
カルステン・ターン
左斜め宙返りの頂点付近で、失速直前の速度域において揚力と重心のバランスを保ち、三舵を巧みに操作することで旋回半径を縮め、追尾してくる敵機の背後を取る空戦機動。カルステン・クライシュミットのみが用いることができたとされる技術で、カルステンはこの技を用いてエースパイロットの座に上り詰めたという。カルステン以外に成功したものがいないため、蛇撃ちと同じくファンタジーであるとされている。これまでのシリーズで「左捻り込み」「イスマエル・ターン」の名で登場している。
坂井三郎が用いたとされる空戦機動の「左捻り込み」をモチーフとした架空の機動である。本来の左捻り込みはプロペラの後流、カウンタートルクおよびジャイロモーメントを利用しているため、推進式の機体や二重反転プロペラ機には不可能であるが、本作に登場する左捻り込みはそのような制約は存在しない。
水素電池スタック
飛空士シリーズに登場する架空のエネルギー源。作中に登場する飛空艦艇の動力源として用いられている。エネルギーを消費することなく海水を水素と酸素に分解することが可能という設定の架空の触媒を中核とし、海水を分解して得られた水素を空気中の酸素と反応させることによって電力を発生させる。
水素電池スタックから得られる電力によって駆動する原動機については設定のブレがあり、『追憶』および『恋歌』第1巻に於いては「エンジン」、『恋歌』の第3巻以降では「発動機」、『夜想曲』では「DCモーター」とされている。
前三作品では飛空艦艇、飛空機を問わずあらゆる飛空機械の動力源として用いられていたが、本作の舞台となる多島海地方に於いては、触媒が高価であることから使用は飛空艦艇に限定され、飛空機の動力源はレシプロエンジン、ターボプロップエンジン、ターボジェットエンジンのいずれかが用いられる。
揚力装置
飛空艦艇が飛行時に使用する装置。水素電池スタックによって駆動されるが、それ以上の詳細な原理や構造は作中では記述されていない。喫水線よりも下に装備されるため、着水中の飛空艦艇と飛行能力を持たない海上艦艇の判別は困難である。主翼で揚力を獲得する飛空機には搭載されておらず、飛空艦艇特有の装備である。
揚力装置を必要とする飛空艦艇は、海上艦艇とは比較にならないほどの建造コストが必要となる。潜水艦には搭載不可能とされていたが、セントヴォルトが実用化を果たし、大瀑布を越える能力を持つ潜水艦の実戦投入を行っている。
ヴォルテック航空隊
セントヴォルト海空軍最強の戦闘機隊。エアハント士官学校卒業後、かぐら、イリア、清顕が配属された。
ワルキューレ
アクメドを隊長とするシルヴァニア王国近衛戦闘機隊。シルヴァニア王国滅亡後は、アクメドの手により傭兵のみで構成される戦闘機部隊として復活、多島海の様々な国に対して「ウラノスを相手に戦うこと」を条件として航空戦力として加勢していた。
慧剣近衛師団
慧剣皇王国の皇家守護を任務とする独立戦力。陸軍・海軍いずれの指揮系統にも属さない。重巡空艦4隻、戦闘機100機、地上兵13000名で構成される。
皇家の身辺警護を任務とする神明隊には最精鋭の隊員のみが配属されるとされ、紫かぐらも一時所属していた。
草薙航空隊
秋津連邦とセントヴォルトの同盟が破棄された後に、飛空要塞「朱雀」を拠点として新設された航空隊。司令官は扇ガ谷晴彦。陸軍航空隊、海軍航空隊、慧剣近衛師団から選抜された精鋭飛空士のみで構成されている。元の所属部隊による対抗意識や、さらに民族同士のいがみ合いから隊員の仲は良好とは言い難いが、士気・空戦技能は非常に高い。訓練は苛烈を極め、模擬空戦で9名の死者が発生している。
部隊名は、秋津神話における「伝説の剣」に由来する。
多島海連合軍
第二次多島海戦争が休戦した後、ウラノス打倒のために発足した多国籍連合軍。セントヴォルト・慧剣皇王国・シルヴァニア王国・第二次イスラ艦隊から構成される。
第二次イスラ艦隊
遥か聖泉の彼方の未知の国家から派遣された艦隊。規模はウラノスの一個方面艦隊に匹敵し、12隻の超弩級飛空戦艦を筆頭に、大量の巡空艦、駆逐艦、飛空母艦と空母航空隊から構成される。
復興したシルヴァニア王国との秘密裏の交渉によって、サントス島を補給基地として利用する代わりに多島海連合軍に加わることとなる。エリザベート・シルヴァニアは「異邦のロマンチストが組織した、多島海の救世主」と表現している。

賢人会議
慣例によって月に一度、ウラノスのトップ数名が同じ空間に集って情報収集や無駄話やイヤミに興じる「顔見せ場」。かつてはウラノス王と有力諸侯2、3名の密室談義によって国策を決定する権威ある会議であった。
パトリティオス
ゼノン・カヴァディスが選抜された100名の子供に激烈な訓練を施して育て上げたS級工作員。92名が訓練の過程で死亡している。生き残った8名の間には厳格な序列が存在しており、紅一点のキリアイは5位、ハチドリは4位だったが潜入工作の失敗により8位へ降格され、屈辱的な扱いを受けている。
構成員はウラノス国内・国外を問わず世界中に派遣され、要人護衛や諜報任務、工作活動に投入される。第一位アトリは教皇イラストリアリの護衛、第二位レンジャクはデミストリの身辺警護、第三位セキレイはハルモンディア皇国軍中枢への潜入工作、第四位コクガンはカイ・アロンドスへの潜入工作、第五位キリアイはニナ・ヴィエントの護衛、第六位シラサギはソルバローザへの潜入工作、第七位アオサギは紅來への潜入工作、第八位ハチドリはニナの護衛およびミオの教育に、それぞれ従事している。

## 国家
多島海
ウラノス・ヴァシリシャス
略称ウラノス。他国の民はこの国を「空の一族」と形容するが、この呼び方は邪教を信奉する地上民が無知ゆえに使う名称だとして、ウラノス人は絶対に使わない。ギリシャ語由来の人名・兵器名が多く見られる。帝政かつ宗教国家的な要素が強い多民族国家である。
首都は空中都市プレアデス。2000年以上も昔から「空飛ぶ島」で暮らす民族であり、主要な都市の全てを「空飛ぶ島」の上に築いている。「天地は我らが領有する」というウラノス創世神話の教えを守り、帆を張った「空飛ぶ島」での快適とは言えない暮らしに耐え続けてきた。かつては弱小国家でしかなかったが、約150年前に飛空機械が発明されたことで超大国への道を歩み始める。「空飛ぶ島」に推進装置を取り付けて自由な航行が可能となり、地上国家を空から恫喝したり、航空兵器による攻撃を加えることで隷属させ始めた。そして食料や物資、貴金属、奴隷からもたらされる新たな血などあらゆる富を地上から吸い上げ、洗練された文化や強大な航空戦力を所持するなど地上の国々とは桁はずれな国力を持つに至った。ただしその一方で国内には富の偏りもみられる。超大国になってからの歴史が浅いため、多島海地域以外では空の一族の実在はほとんど知られていない。
現在は12個の飛空要塞、300隻近い飛空艦艇で構成される方面艦隊を複数保有し、世界最大最強の軍事力を誇る。また世界各地に飛び地を持ちそこに侵入した他国船を問答無用で攻撃・殲滅し、各地域間の断絶を図っている（これが原因で他国は世界の正確な姿を知ることはできなかった）。加えて、地上国家に戦力を貸与し、見返りとして政府中枢にウラノス人を配置させて傀儡政権に仕立て上げるなどといった工作も行っている。こうして情報を独占し自らに有利な状況で戦況を進める戦略をとり、圧倒的な軍事的優位性を保っている。
多島海地域では、ハイデラバード連合共同体には航空戦力の一部を貸し付けるなど協力関係にあった。秋津連邦、セントヴォルト帝国とは敵対している。
前々作の『とある飛空士への恋歌』にも登場している。
秋津連邦(あきつれんぽう)
清顕やかぐらの母国。大瀑布を降りた「南多東海」に位置する大陸を治める大国。「慧剣皇王国(東方州)」「左氏随朝(中州)」「オルフスト禿頭王国(西方州)」の三ヶ国から構成される連邦制国家。首都は慧剣皇王国の首都でもある箕郷。公用語は秋津語。通貨単位は両。人口1億8000万人。5年前より「ハイデラバード連合共同体」と戦闘状態にある。連邦の中心国である「慧剣皇王国」は、日本的な文化を持ち規律、軍規、恋愛、貞操にも厳しい。
大国へ対抗するために連邦制をとっているが、各国が一千年以上の対立の歴史を持つため今だ民族感情からくる問題が多発している。皇族をお飾りにして軍部が実権を握り、重税を国民にかけ、外国に敵意を向けさせることで不満をそらしていた。
セントヴォルト帝国
本作の主要な舞台となる、イリアやライナの母国。首都はセルファウスト。ミッテラント大陸の西部に位置する大国で人口2億6000万人。多島海全域制覇を国策とする帝国主義の軍事大国で、軍隊を構成する軍種が「陸軍」と「海空軍」の2つであることが特徴的である。秋津連邦とはかつて幾度となく多島海征服で争い、有利に戦況を進めていたが、ウラノスの登場によりやむなく和解した。人名、地名はゲルマン系である。
帝紀1347年8月に再び秋津連邦と戦端を開きウラノスとの三つ巴になるも、ハイデラバード連合共同体を屈服させ秋津連邦を解体に追い込んだ。しかし大軍を国外に派遣した隙をハルモンディア皇国につかれ国土を占領される。帝紀1351年時点ではエアハント島に臨時首都が置かれている。
ハイデラバード連合共同体
多島海の300の島々を領有する国家。首都はイズリオン。人口8500万人．秋津連邦とセントヴォルト帝国の敵国。ウラノスと友好関係を築いており、航空戦力の一部を借りている。もともとは自前の軍事力をもたない寄り合い所帯だったが、オルグ党の一党独裁体制のもと、ウラノスの軍事力を使うことで多島海制覇を目指したが、セントヴォルト帝国に敗れ、党首ディジー・オズボーンは自殺、降伏した。
シルヴァニア王国
かつてハイデラバード群島の盟主として君臨していた名門王家。ハイデラバード連合共同体でも議長国であったが、オルグ党の一党独裁を許してからは権力に翳りが見えはじめ、物語の始まる数年前の帝紀1342年5月、ウラノスの強襲を受けて国王と王妃が殺されて滅亡。エリザベート王女も死亡したとされていたが、実際はアクメドによって助け出されており存命。帝紀1350年12月、エリザベートにより再興宣言が為され、再びサントス島の盟主となる。
クロスノダール
北多島海に位置するクロスノダール人民政府が統治する独立国。首都はルブラ。同盟軍であるセントヴォルト軍が島を防衛している。また、ハイデラバード連合共同体とは距離を置いている。ミオの育ての親が外交官として赴任している。軍事力も国政も貧弱であり、殆どがセントヴォルト軍が防衛し、島内には広大なセントヴォルト人の外国人居住区が存在する。
ハルモンディア皇国
ミッテラント大陸の北部に位置する大国。ウラノスの傀儡国家。強大な軍事力を有するが、セントヴォルト帝国が造ったククアナ・ラインを超えられずにいる。セントヴォルト帝国からは巨砲主義の時代錯誤な国だと思われていた。
ズウンジン朝
ミッテラント大陸の東部に位置する大国。領土拡張意欲に乏しく、多島海の争いに対しては不干渉を貫く孤立主義国家である。他国との国境が山岳地帯にあることも手伝い、他国との交流も皆無に近い。陸軍力を重視している一方空軍力は脆弱であり、未だ時代遅れの複葉機が現役で運用されている。
シオンダル協商同盟領
ヴェステラント大陸南部に位置する。セントヴォルト帝国の支援を受けている。清顕が一時駐留していた。
カンパネラ騎士団領
ヴェステラント大陸北西部に位置する。イリアが一時駐留していた。バルタザール・グリムの両親が祖父・レニオール・ベルナーを怒らせ、帝紀1348年頃から暮らしている。
ダビデ大公領
ヴェステラント大陸東部に位置する。ウラノスの支援を受けている。
レヴァーム方面海域
神聖レヴァーム皇国と帝政天ツ上の二ヶ国が存在する海域。この二ヶ国はシリーズ全作品に登場している。大瀑布を挟み高いほうにレヴァーム、低いほうに天ツ上が位置している。遥か聖泉の彼方に存在する領域で、ウラノス関係者以外には存在が知られていない。『とある飛空士への追憶』、『とある飛空士への夜想曲』の舞台である。
神聖レヴァーム皇国

狩乃シャルルが所属する国家であり、スペイン由来の人名・地名・兵器名が多く見られる。国内改革によってウラノスと互角の戦力を持ちつつある。第二次イスラ艦隊とは協力関係にあり、艦隊の派遣を行っている。
帝政天ツ上(ていせいあまつかみ)

吉岡武雄の母国で、『とある飛空士への夜想曲』の主要な舞台となった国。日本的な文化を持ち、日本の九州に由来する地名が多く見られる。神聖レヴァーム皇国とは大瀑布を挟んだ隣国で、かつては敵対して二度の大戦を経験しているが、現在は同盟国となっている。第二次イスラ艦隊に協力している。
バレステロス方面海域

バレステロス・斎ノ国・ベナレスの三ヶ国が存在する海域。大瀑布を挟み高いほうにバレステロスと斎ノ国、低いほうにベナレスが位置している。かつては三ヶ国で対立していたものの、その後は協調路線をとり、ニナ・ヴイエントの奪回と通商をウラノスに求めて第二次イスラ艦隊を多島海に派遣する。遥か聖泉の彼方に存在する領域で、ウラノス関係者以外には存在が知られていない。
バレステロス共和国
『とある飛空士への恋歌』の主人公の母国。スペイン的な文化を持つ。第二次イスラ艦隊の中心的な役割を担う国家。
斎ノ国(さいのくに)
日本的な文化を持つ国家。第二次イスラ艦隊に協力している。
帝政ベナレス
ゲルマン系の人名・地名を特徴とする国家。第二次イスラ艦隊へ協力している。
その他の海域に存在する国家
以下に挙げる国家は、第3巻でゼノン・カヴァディスの口から名前が語られたのみであり、詳細については一切不明である。
カイ・アンドロス
「カイ・アンドロス方面海域」という記述があるため、その海域における代表的国家である模様。
ソルバローザ
紅萊(こうらい)

## 地名・施設
空中都市プレアデス
ウラノスの首都。領有する「空飛ぶ島」の中でもっとも巨大な島に築かれた都市で人口500万人。地上から吸い上げた富をふんだんに用いて栄華を極めている。ただし、貧しい者たちが住むスラム街も存在する。
ラミア離宮
ニナ・ヴィエントが戴冠するまで住んでいた王族専用の別荘。ウラノス王都プレアデス郊外の山奥にある。テレビアニメ『とある飛空士への恋歌』の最終回に登場する。
ウラノス王宮
総面積は公称2800ha。
ユリシス宮殿
ウラノス王侯貴族の住まい。王宮の入り口に聳え立つ。25000人の労働者が30年かけて完成させた。現在築60年で、いまだ拡張中。「ロメーヌ様式」と呼ばれる中世的な内装が施されている。
ニナ・ヴィエントが戴冠してから十月革命と呼ばれる政変まで、中央部の2階、天宮と呼ばれる場所に住んでいた。非常に広く複雑で、住んでいる者も建物の全容は掴めないほどである。イグナシオは苦心の末にこの建物の構造を把握し、十月革命の際の逃亡に役立てた。
ミッテラント大陸
多島海北側の大陸。北部にハルモンディア皇国、東部にズウンジン朝、南部にセントヴォルト帝国が位置する。三国の関係は緊張状態にある。
ククアナ・ライン
セントヴォルト帝国ククアナ参謀将校が設計した塹壕とトーチカとコンクリート障壁と連絡用の地下鉄からなる巨大複合要塞。セントヴォルト帝国とハルモンディア皇国との長大な国境線をすべて網羅する。後にウラノス・ハルモンディア連合軍に突破された。
秋津大陸
多島海南側の大陸。秋津連邦が全土を占めていた。大陸東部は東方州（慧剣皇王国）、南西部が央州（左氏随朝）、北西部が西方州（オルフスト禿頭王国）。
箕郷
秋津連邦・慧剣皇王国の首都。
箕郷士官学校
かぐらの母校。
河南
大陸東部の軍事都市。
河南士官学校
清顕、ミオの母校。
多島海
約4000の島々と300の小国がひしめき合う海。ほぼ中央部に「大瀑布」がある。地理的には北側のセントヴォルト帝国と南側の秋津連邦の中間に位置する。大半をハイデラバード連合共同体が領する。
メスス島
清顕やミオが幼少期を過ごした島。南多島海に位置している。宗主国は秋津連邦→ハイデラバード連合共同体。主要都市はオデッサ。かつては秋津連邦の保護下にあったが、ウラノスの侵攻を受けて現在はウラノスの支配下にある。清顕の家族はウラノスが仕掛けた侵攻戦によって亡くなっている。
ツルギ島
南多島海の島。秋津連邦が領有する。「ツルギ基地」がある。親善艦隊の初日の目的地。
キャメロン島
南多島海の島。現在何処の国が領有しているかは不明。かつてのセントヴォルト人の入植地だが、現在は原住民が残るのみ。原住民の文化水準はかなり低い。「エリアドールの7人」が休息のため立ち寄った。
エアハント島
多島海の島。セントヴォルト帝国が領有する。
エアハント士官学校
イリア、セシル、ライナ、バルタザールが通う士官学校。4年制を採用している。1巻巻末で清顕、ミオ、かぐらも同校に編入した。厳しく実践的な訓練が行われる一方、部活動が許可されており、消灯時間が遅く、学生の寮内自治がおこなわれているなど開放的な校風である。2巻以降は主要な舞台となる。学生たちのモットーは「よく学びよく遊ぶ」
十字岬
エアハント島の観光スポットの1つ。海へせり出した高さ30mほどの岬の突端から広い海原とエアハント港が見渡せる。直下に岩盤が4つ菱形に集まっていて、狭間に入り込んだ海水が十字を描くことから十字岬の名前がついた。岬の突端から1ペセス硬貨を投げて、十字の中に入ると、願い事が叶うという。
エアハント港
埠頭が3つある。帝紀1347年12月の時点で、第3埠頭はセントヴォルト海空軍が使用している。十字岬の北10kmほどのところに位置する。
サンジル湾
エアハント島南西の水深の浅い湾。
サラガナ基地
エアハント島唯一の航空基地。
展望台
エアハント島の山の頂上付近にある展望台。清顕とイリアがデートしたときに立ち寄った。また、5人で朝焼けを見に行った場所。
マトンルージュ
エアハント島の中心街。カナル通りの両側はこぢんまりとしたおしゃれな商店が軒を連ね、石敷きの広い街路の真ん中にはオープンカフェがある。コンクリート3階建ての映画館もある。清顕とミオが初めてデートした場所。
マウレガン島
北多島海の島。セントヴォルト帝国が領有する。ウラノス支配下にある多島海に打ち込まれたセントヴォルト帝国の楔の島。島内の「チャンドラー要塞」が1巻で一行が目指した目的地だった。
レンブラント島
北多島海の島。セントヴォルト帝国が領有する。通信拠点がある。海からせりあがった火山島。標高2000m近い山脈があり、頂から噴煙を噴き上げる火山が連なる。狭隘な地形があり、濃緑色のジャングルが広がっている。洋上索敵訓練で清顕とミオが不時着した島。
クレフェルト公領カラナクタ島
シルヴァニア王家に委任されてクレフェルト公が治めていた島。ミオの故郷。帝紀1338年10月、ウラノス・ハイデラバード連合共同体軍による侵攻で滅亡。
クロスノダール島
北多島海の島。クロスノダールが領有する。面積は北多島海最大。帝紀1348年7月、ウラノス軍が南方のベンゲール湾に上陸し飛行場を設営し拠点を確保。全島制圧に向けて侵攻を開始した。軍事はセントヴォルト帝国が担っており、ウラノス多島海方面艦隊に対応するための重要拠点となっている。また、バルタザールの祖父でベルナー財閥会長・レニオール・ベルナーが療養している。
ヴェステラント大陸
ミッテラント大陸の北側、北海を挟んだ地にある同規模の大陸。小勢力によって群雄割拠状態にあり文明レベルも低く他国から武器を輸入して定かではない国境で小競り合いをしている。
大瀑布
『飛空士シリーズ』全作を通して登場する、海を割る巨大な滝。高低差は1300m。世界創世神話には、降り続ける雨を受け止めるために切り裂かれた石畳の段差のことと記述されている。前々作「とある飛空士への恋歌」で詳細な構造が判明している。
聖泉
世界創世神話で、石畳によって打ち上げられる雨のこと。前々作『とある飛空士への恋歌』で登場した。今作に登場する国家群は未だ聖泉に到達していない。ゼノン・カヴァディスによれば、前3作に登場した国々は聖泉の向こう側に存在する。

## 登場兵器・飛空機

### セントヴォルト帝国
エリアドール飛空艇
セントヴォルト帝国海空軍が誇る最新鋭の大型飛空挺。全長25m、全幅40m、最大積載量約2t、航続距離6500km、複数の機銃砲台を持つ。主人公一行はこの機体でウラノスの追撃を逃れて多島海を渡り切ることに成功。以後、搭乗員7人は「エリアドールの7人」と畏敬を持って呼ばれることとなる。
ベオウルフR4R
艦上戦闘機。機体形状を「虻に似ている」と表現されている。
ベオイーグル
ベオウルフの後継機と思われる戦闘機。20mm機銃を装備する。
ベオストライクF1F
2200馬力のターボプロップエンジンを搭載した最新鋭の単座戦闘機。両翼に20mm機銃4門、胴体に15mm機銃2門を装備する。操縦が難しいため、搭乗を嫌う飛空士も多い。作中ではイリアとレオの二人が搭乗し、それぞれ白狼と獅子のノーズアートを描いている。
グレイフォックス
練習機。7.7mm機銃を装備している。エアハント士官学校では特殊プラスチック弾頭のペイント弾を使用して模擬空戦を行っている。
レッドゴート
複座艦上爆撃機。武装は12mm後部旋回機銃一丁。前席と後席は背中合わせになっている。
シールセイラー
大型爆撃機。1トン爆弾一発と500kg2発を懸吊する。機動性と防御力は乏しい。
テオドーラ
4発の大型爆撃機。エンジンには排気タービン過給機が装備されているため、戦闘機が到達困難な高高度を飛行可能。重装甲が施されており、20ミリ機銃でも墜ちないとされる。第二次多島海戦争において、箕郷への空襲にも投入されている。
ラックオーティス
最新鋭の揚力装置付き小型輸送艇。機動力、兵員積載能力、ホバリング性能を生かして空挺作戦にも使用される。
ディオクラウス
護衛空母。揚力装置が付いている飛空艦艇。秋津連邦へ派遣した親善艦隊の旗艦。
メルディレイク
護衛空母。エアハント士官学校の洋上着艦訓練及び洋上索敵訓練に使用された。
レイブン
正規飛空母艦。多島海方面艦隊に所属。
ハイドランド
正規飛空母艦。多島海方面艦隊に所属。
リヴィエール
飛空戦艦。多島海方面艦隊に所属。
レッドディア
飛空戦艦。多島海方面艦隊に所属。
オーディン
シエラグリード沖海空戦でセントヴォルトに鹵獲された、元ウラノス飛空要塞カルキノス。セントヴォルト軍によってオーディンと名前が変更された。占領の際、推進装置と方向舵は自爆装置により破壊されているため名も無い小島に投錨し、セントヴォルト製の推進装置と方向舵が開発されるまでシエラグリード沖の上空に繋留されることになる。
その後、ジェットエンジンを推進装置として大量に設置することで飛空要塞としてはありえない高速性能を実現し、プレアデス奇襲作戦「雷神の槍作戦」に投入される。
親善艦隊
重巡空艦2隻、駆逐艦4隻、護衛空母1隻、輸送船3隻で構成された飛空艦隊。旗艦は護衛空母「ディオクラウス」。
秋津連邦からの帰路、ツルギ島に向かう途中にウラノスの「ツルギ島攻略艦隊」と遭遇。敵空母航空隊の攻撃により全滅。
新規編成艦隊
新型飛空戦艦2隻、新型飛空母艦4隻をはじめ、新規に編成された攻略艦隊。3年の歳月と国家予算の半年分をつぎ込んで建造された。
セントヴォルト帝国民の希望の象徴であり、ハイデラバード戦役の切り札と目されていた。「オペレーション・ジュデッカ」により一度も海戦に参加することなく、サンジル湾に停泊中に酸素魚雷による攻撃を左舷に受け壊滅する。
多島海方面艦隊
第一航空戦隊
飛空母艦を中心とした機動艦隊。正規空母レイブンとハイドランドを中心に、軽空母4隻、重巡洋艦4隻が上下左右の突端に占位し、さらに軽巡洋艦8隻、駆逐艦16隻が空母群の上下左右に球形配置された球形陣を組む。
第二攻略戦隊
飛空戦艦を中心とした島嶼攻略艦隊。超弩級飛空戦艦の周囲を重巡洋艦8隻、軽巡洋艦4隻、駆逐艦2隻が重厚に防御する縦4列横4列の立方陣を組む。

### ウラノス
三式イドラ
ウラノス主力単座式戦闘機。やや反り返った長い両翼が特徴。機体の形状を「カマキリに似ている」と評されていることから、前作「とある飛空士への恋歌」で「カマキリ」というコードネームで呼ばれていた戦闘機と同型機と思われる。
アイオーン
ウラノス新鋭戦闘機。シエラグリード沖海戦で登場。逆ガル翼が特徴。翼に20mm機銃2門、胴体に13mm機銃2門を搭載している。
アクタイオン
急降下爆撃機。500kg爆弾を装備する。
ゴルゴナ
最新鋭爆撃機。全長20m、全幅30m。優れた防御力を持つことから「空の要塞」と呼ばれる。
メテオラ
最新鋭の複座式夜間戦闘機。15mm機銃4門、機首付近に32本の迎撃用レーダーアンテナを搭載する。このことから「夜の王」と呼ばれる。
アリスアクトゥス
最新鋭単座戦闘機。機首が長く、バッタにも似た胴体を持つと表現されている。2350馬力のターボプロップエンジンを搭載している。戦闘機としては長い翼から太い機銃が突き出ている。武装は30mm機銃2門、17mm機銃2門。セントヴォルト帝国のお伽話「不思議な世界のアリス」の登場人物と同名であることから、同国飛空士は「魔女」または「光のアリス」の異名をつけている。
オルテガ
ジェット戦闘機。ターボジェットエンジンを両翼にポッド形式で搭載している。前方から見ると三角形に見える胴体形状が特徴的。武装は機首の30ミリガトリング砲。レシプロ戦闘機、ターボプロップ戦闘機よりも圧倒的に高い速度性能を活かした一撃離脱を得意とするが、格闘戦もこなす。カーナシオンからは搭乗員の腕が物を言う時代の終わりを象徴するものとして嫌われていた。
機体名は崩御した前ウラノス王に因む。
カルキノス
第九飛空要塞。全長15km、全幅5kmの空飛ぶ島。多島海方面に派遣されている飛空要塞のうちの一つ。地表面は飛行場と無数の対空砲台、対艦砲台があり、下部に方向舵と推力装置がある。
バルセノス
第十一飛空要塞。第九飛空要塞カルキノスとほぼ同規模の空飛ぶ島。多島海方面に派遣されている飛空要塞のうちの一つ。
ツルギ島攻略艦隊
正規空母3隻、重巡6隻、軽巡12隻、駆逐艦14隻、多数の輸送船からなる機動艦隊。隊形は空母と輸送船を中心とした輪形陣。
セントヴォルト親善艦隊に対し、防衛行動を宣言して攻撃、全滅させた。

### 秋津連邦
村雨(むらさめ)
秋津連邦海軍の単発単座戦闘機。20mm機関砲と7.7mm機銃を2門ずつ装備している。
海軍航空隊だけではなく、慧剣近衛師団、陸軍航空隊にも配備されている模様であり、草薙航空隊でも使用されている。
斑鳩(いかるが)
先尾型の機体、推進式の二重反転プロペラを特徴とする試作戦闘機。機首に37mm機関砲一門、主翼基部に20mm機関砲二門を装備している。エンジンはターボプロップエンジンを採用しており、最高速度は920km/hとされる。レシプロ戦闘機と比較して高高度での飛行性能に優れる。
開発は完了しておらず、機体性能の限界は未だ見極められていない。試験飛行において、急降下からの引き起こし時に空中分解を起こしてテストパイロットが殉職する事故も起こしている。しかしながら、セントヴォルトのベオストライクF1Fの実戦投入を受けて、対抗機として開発未完のまま実戦投入された。草薙航空隊に2機が配備され、清顕とリュウが搭乗員として選抜された。清顕は黒ウサギ、リュウは白虎のノーズアートを描いている。後に開発が完了し、量産化される。
朱雀(すざく)
ウラノス飛空要塞バルセノスが、「鋼鉄の雷」作戦で秋津連邦軍に鹵獲され名称を変更されたもの。セントヴォルトが鹵獲したカルキノスとは異なり、推進装置と方向舵は無事なまま占領された。そのため、鹵獲から短期間で秋津連邦の飛空要塞として運用され、草薙航空隊が配備されている。

### ワルキューレ
カズヴァーン
単発単座戦闘機。搭載エンジンは2000馬力を超え、セントヴォルトのベオイーグル以上の性能を誇る。その一方で、高度を上げるほど雑多な操作を要求されるため、未だ量産化されていない。武装は機首に20mm機関砲2門、主翼に14mm機関砲2門。
もともとはベルナー重工業がセントヴォルト帝国軍と契約して開発された機体だが、量産化前の試作機の一部をワルキューレに貸与し、セントヴォルトへの性能アピールを兼ねて実戦投入された。
テラ・リベラ
ベルナー重工業の試作戦闘機。最後のレシプロ戦闘機となると予想されている。搭載エンジンは2100馬力で、上昇力は第二次イスラ艦隊のマエストラを凌駕し、ターボプロップ戦闘機であるベオストライクF1Fや斑鳩に匹敵する。
武装は機首に15mm機関砲、主翼に20mm機関砲を2門ずつ装備する。

### 第二次イスラ艦隊
マエストラ
カルエル・アルバスが搭乗する、バレステロス共和国の戦闘機。馬力や旋回性能はウラノスのアリスアクトゥスに劣る。『とある飛空士への恋歌』第5巻に登場した際には塗装や機体形状の描写はされておらず、本作ではテレビアニメ版『とある飛空士への恋歌』に準拠した描写がされている。
アイレスV
狩乃シャルルが搭乗する、神聖レヴァーム皇国の戦闘機。『とある飛空士への夜想曲』でも狩乃シャルルの搭乗機として登場する。
『とある飛空士への夜想曲』下巻、テレビアニメ版『とある飛空士への恋歌』、そして本作第9巻で、それぞれ異なる機体形状が描写されている。
真電改(しんでんかい)
吉岡武雄の搭乗機。 先尾型の機体、推進式のプロペラ、逆ガル翼を特徴とする、帝政天ツ上の単発単座戦闘機。『とある飛空士への夜想曲』では吉岡武雄の父親である千々石武夫の搭乗機として登場する。

## 既刊一覧
- 犬村小六（著） / 森沢晴行（イラスト） 『とある飛空士への誓約』 小学館〈ガガガ文庫〉、全9巻
  1. 2012年9月24日初版第1刷発行（9月19日発売[11]）、ISBN 978-4-09-451364-6
  2. 2013年2月24日初版第1刷発行（2月19日発売[12]）、ISBN 978-4-09-451396-7
  3. 2013年7月23日初版第1刷発行（7月18日発売[13]）、ISBN 978-4-09-451428-5
  4. 2013年12月23日初版第1刷発行（12月18日発売[14]）、ISBN 978-4-09-451459-9
  5. 2014年3月23日初版第1刷発行（3月18日発売[15]）、ISBN 978-4-09451473-5
  6. 2014年8月24日初版第1刷発行（8月19日発売[16]）、ISBN 978-4-09451506-0
  7. 2015年1月25日初版第1刷発行（1月20日発売[17]）、ISBN 978-4-09451531-2
  8. 2015年6月23日初版第1刷発行（6月18日発売[18]）、ISBN 978-4-09-451556-5
  9. 2015年11月23日初版第1刷発行（11月18日発売[19]）、ISBN 978-4-09-451582-4

ガガガ文庫と81プロデュースとの協業制作で2019年10月21日にオーディオブック化された。ナレーションは西村ちなみ。